# 南汇科教园区
南汇大学城(临港大学城)位于上海市浦东新区南汇新城镇，其中有上海海洋大学、上海海事大学、上海电力大学、上海电机学院和上海建桥学院。